# コミュニケーション (グレープのアルバム)
『コミュニケーション』は、グレープの3枚目のアルバムである。

## アルバムの概要
本作を最後のオリジナルアルバムとしてグレープは解散し、以後はさだまさしと吉田正美はソロ活動に入ることとなる。
解散理由は「グレープ」の項にも詳細があるが、さだのオリジナルベストアルバム『帰郷』・『続・帰郷』の小冊子巻末には、グレープではさだ・吉田が求めた音楽を完成できないと判断したためであると述べられている。
さだは「無縁坂」、「縁切寺」、「雲にらくがき」、「哀しきマリオネット」、「19才」、「フレディもしくは三教街 - ロシア租界にて -」の6曲を一晩で完成させたという。
1985年に初CD化された。
2005年に再発売された際はデジタルリマスタリングが施され、ボーナストラック「朝刊(シングル・ヴァージョン)」が追加収録された。
1985年～1997年リリース盤のCDには、プリエンファシス処理が施されている。

## 収録曲

### SIDE 1
1. 朝刊
1975年8月25日にシングル盤でリリース済みの作品である。レーズン（グレープ再結成）のアルバム『あの頃について』のさだの解説によれば、後のヒット曲「雨やどり」、「関白宣言」などの後日談にあたる曲とのこと。アルバム・ヴァージョンはシングル盤ヴァージョンとは異なり、イントロ部分にラジオの交通情報の効果音[2]が加えられている。そのままラジオで放送を行うと実際の交通情報との誤解が生じるため、日本民間放送連盟の要注意歌謡曲指定制度にて「不適切な表現を修正することで放送可能。ただし著作権者の了承を取ること。」との指定を受けていた。なお、歌の中で「高田の背番号も知らないくせに」と歌われている「高田」とは高田繁（元読売ジャイアンツ選手。元東京ヤクルトスワローズ監督）を指している（なお当時現役であった高田の背番号は「8」。）。
ソロになってから本作をステージで採り上げる際には高田繁のくだりを松井秀喜やイチローの名前代え、背番号云々を適宜変更している。
編曲：さだまさし
2. 19才
後年、桂木文がカヴァー。
編曲：さだまさし
3. 哀しきマリオネット
編曲：服部克久
4. 絵踊り
作詞・作曲：吉田正美。
編曲：吉田正美
5. かなしいうた
エンディングのリフレインにはサード・シングル曲「追伸」のサビの旋律が対位法で用いられている。
編曲：さだまさし
6. 無縁坂
本アルバムのリリースと同時（1975年11月25日）発売のシングル曲。TVドラマ「ひまわりの詩」の主題歌で、東京都文京区湯島にある不忍池から東京大学に至る坂道の一つである「無縁坂（武縁坂）」がテーマになった作品。グレープのラスト・シングルであり、「精霊流し」に次ぐヒット曲となった。この曲のヒットから、自分たちの音楽の方向性と聴衆からの要求とに齟齬を感じ、グレープは解散することになる。
編曲：さだまさし

### SIDE 2
1. 縁切寺
縁切寺とは鎌倉市の東慶寺のこと。後にバンバンがシングルとしてカヴァー。
編曲：さだまさし
2. 雲にらくがき
シングル盤「無縁坂」のB面曲。
編曲：グレープ
3. 風と空
作詞・作曲：吉田正美。
編曲：吉田正美
4. 笑顔同封
編曲：さだまさし
5. フレディもしくは三教街 - ロシア租界にて -
グレープでは最長の作品。漢口の旧ロシア租界[3]・三教街（現在の武漢市江岸区鄱陽街（はようがい）一帯）でささやかな幸せを願う恋人達と、それを引き裂いた戦争を描いた作品。題材はさだの母が1942年（当時17歳）から3年間、漢口で過ごした思い出に基づいている。三教街には歌詞にあるレストラン[4]「ヘイゼルウッド」やパン店の「ボンコ」が実在していた。歌は最後に漢口大空襲で幕を閉じる。なお鄱陽街にはポプラ並木はなく、実際はプラタナス並木が植えられている。
「精霊流し」、「無縁坂」などとならんで、今もコンサートでは採り上げられるグレープ時代の曲のひとつである。この曲の原題は「フレディ」というものだったが、ディレクターの川又明博が電話で確認した際、さだが「”フレディ”もしくは”三教街”にしようと思う」と答えたのを川又が”フレディもしくは三教街”と聞き違え、ミスのままタイトルがクレジットされてしまったという経緯がある。
編曲：服部克久

特記以外は作詞・作曲：さだまさし